# Круглопалые гекконы
Круглопалые гекконы (лат. Sphaerodactylidae) — семейство ящериц инфраотряда гекконообразных. Распространены в Южной Европе, Средней и Центральной Азии, Северной Африке, Северной и Южной Америке и на Карибских островах.

## Классификация
В семействе Sphaerodactylidae 12 родов, объединяющих 215 видов:
- Aristelliger — Аристеллигеры
- Chatogekko
- Coleodactylus — Вкладнопалые гекконы
- Euleptes
- Gonatodes — Углопалые гекконы
- Lepidoblepharis — Американские гекконы Перакки
- Pristurus — Пристурусы
- Pseudogonatodes — Псевдогонатодесы
- Quedenfeldtia — Атласские гекконы
- Saurodactylus — Ящеропалые гекконы
- Sphaerodactylus — Круглопалые гекконы
- Teratoscincus — Сцинковые гекконы